# Graham Yost
Graham John Yost (Toronto, 5 settembre 1959) è uno sceneggiatore canadese, che lavora in ambito televisivo e cinematografico.

## Biografia
Nato a Toronto, Canada, figlio del presentatore televisivo Elwy McMurran Yost e della bancaria Lila Ragnhild Melby, inizia la sua carriera all'inizio degli anni novanta, come autore per le serie televisive Hey Dude e Ma che ti passa per la testa?. Successivamente inizia a lavorare per il cinema, scrive le sceneggiature di film come Speed, Nome in codice: Broken Arrow e Pioggia infernale.
Nel 1998 lavora nella miniserie televisiva Dalla Terra alla Luna, di cui è produttore, sceneggiatore e regista di alcuni episodi, e per la quale si è aggiudicato un Emmy Award. Negli anni seguenti si divide tra cinema, scrivendo le sceneggiature di Mission to Mars, Il castello e molti altri film, e la televisione, come creatore della serie televisiva Boomtown, produttore delle pluripremiate miniserie TV John Adams e The Pacific, di quest'ultima è anche sceneggiatore e regista di un episodio.
Nel 2010 crea e sviluppa per il network FX la serie televisiva Justified, basata sul personaggio di Raylan Givens, nato dalla penna di Elmore Leonard.

## Filmografia

### Cinema
- Speed (1994)
- Nome in codice: Broken Arrow (Broken Arrow) (1996)
- Speed 2 - Senza limiti (Speed 2: Cruise Control) (1997) - Personaggi
- Pioggia infernale (Hard Rain) (1998)
- Mission to Mars (2000)
- Il castello (The Last Castle) (2001)

### Televisione
- Hey Dude (13 episodi, 1989-1991) - Serie TV
- Ma che ti passa per la testa? (Herman's Head) (episodi vari, 1991) - Serie TV
- The Powers That Be (5 episodi, 1992-1993) - Serie TV
- Dalla Terra alla Luna (From the Earth to the Moon) (2 puntate, 1998) - Miniserie TV
- Band of Brothers - Fratelli al fronte (2 puntate, 2001) - Miniserie TV
- Young Arthur (2001) - Film TV
- Boomtown (24 episodi, 2002-2003) - Serie TV
- Summerland (episodio La mamma di Erika, 2004) - Serie TV
- Sixty Minute Man (2006) - Film TV
- Raines (7 episodi, 2007) - Serie TV
- The Pacific (produttore esecutivo, sceneggiatore e regista di 1 puntata, 2010) - Miniserie TV
- Justified (2010- 2015) - Serie TV
- Sneaky Pete (2015-2019) - Serie TV
- Silo (2023 -)